# بريان شو (رجل قوي)
بريان شو هو رجل قوي محترف أمريكي ولد في 26 فبراير 1982م، وفاز بمسابقة أقوى رجل في العالم 4 مرات في 2011،2013،2015،2016 م.